# Pepero
Pepero (アンデス少年ペペロの冒険?, Andesu shōnen Pepero no bōken, lett. "L'avventura di Pepero, ragazzo delle Ande"), è una serie televisiva anime in 26 episodi diretta da Kazuhiko Udakowa e prodotta da Wako Pro e NET nel 1975. 
In Italia la serie è stata trasmessa e replicata dai primi anni ottanta alternativamente sulle reti Fininvest (Canale 5 e Italia 1) e sulle reti locali, per poi passare definitivamente su queste ultime negli anni '90. Dopo anni di assenza, dal 2017 è stata pubblicata in DVD e replicata su CafèTV24 e sulla syndication Universe.

## Trama
Pepero è un bambino di origine Inca, che vive sulle Ande. Anni prima il padre era partito alla ricerca del mitico El Dorado e non era più ritornato. Quando Pepero ha ormai 10 anni, vede in cielo un condor dorato: sa che la leggenda dice che tutti coloro che lo vedono sono destinati ad intraprendere la ricerca del tesoro di El Dorado, quindi decide di partire. La madre Anita è ovviamente contraria, ma alla fine acconsente grazie all'intercessione del vecchio Chichikaka che promette di accompagnare il bambino nel viaggio.
Al duo si aggiunge la piccola Kana, una bambina che ha perduto la memoria e che non ricorda nulla del suo passato. Via via che il viaggio prosegue arrivano altri membri: l'irascibile Azteco e Chu Chu. Pepero potrà inoltre contare sull'aiuto di Giove, un meraviglioso cavallo bianco che accorre al suo richiamo al momento del bisogno.
Durante il lungo viaggio alla ricerca di El Dorado, la piccola compagnia dovrà affrontare numerosi pericoli tra cui l'attacco dei briganti, ragni giganti, piante carnivore, ed un incidente nel quale Chichikaka rimarrà coinvolto, ma alla fine Pepero riuscirà a raggiungere il mitico regno per scoprire che Kana non è altri che la figlia del re. Dopo aver trovato il tesoro (delle enormi pannocchie dorate di mais) ed il padre e dopo aver sventato altri pericoli, Pepero tornerà finalmente a casa dalla madre e le presenterà Kana, che si rivela principessa del regno di El Dorado, e che intanto Pepero ha sposato.

## Edizione italiana
In Italia la serie è stata trasmessa per la prima volta su Canale 5 nel marzo 1981 utilizzando entrambe le sigle originali giapponesi. Successivamente la serie venne replicata sulle televisioni locali: nelle trasmissioni sulla syndication Euro TV e su altre emittenti a partire dal 1983 cominciò ad essere usata la storica sigla italiana Vola bambino, contemporaneamente pubblicata da Five Record, ma solamente in chiusura, lasciando in apertura la sigla giapponese; infine dal 2 luglio 1984 la serie tornò nel contenitore Bim Bum Bam su Italia 1, portando la sigla italiana sia in apertura sia in chiusura, e da allora questa situazione restò stabile. Tutti i passaggi mantenevano, per il resto, la stessa titolazione e doppiaggio. Le reti Fininvest replicarono ancora la serie fra settembre e dicembre 1986 ancora su Bim Bum Bam, a settembre/ottobre 1987 nel contenitore Caffelatte su Canale 5 e per l'ultima volta fra maggio e giugno 1989 nel contenitore Ciao Ciao di nuovo su Italia 1. In seguito la serie passò alle televisioni locali e fu riproposta in altre occasioni.
Nel 2017 la serie è stata per la prima volta edita in un cofanetto di 5 DVD da Sanver Production con il titolo Pepero il ragazzo delle Ande. Per questa edizione la sigla italiana storica è sostituita da una nuova cantata da Santo Verduci, mentre le sigle giapponesi sono presenti nei contenuti speciali. Gli episodi contengono anche alcune scene mancanti nell'edizione storica, presentate in lingua giapponese con sottotitoli in italiano, e terminano con le anticipazioni originali giapponesi, doppiate per l'occasione in italiano con la voce di Santo Verduci. Dal maggio dello stesso anno la serie è stata replicata nella stessa nuova edizione dal contenitore Contactoons su CafèTV24 ed in seguito sulla syndication Universe dal 16 aprile 2018.

### Doppiaggio
| Personaggi    | Voce giapponese          | Voce italiana     |
| ------------- | ------------------------ | ----------------- |
| Pepero        | Hiroko Suzuki            | Daniela Fava      |
| Azteco        | Mie Azuma                | Veronica Pivetti  |
| Chu Chu       | Rie Miura                | Donatella Fanfani |
| Kana          | Yoshiko Matsuo           | Elda Olivieri     |
| Anita         | Mariko Taki              | Carla Todero      |
| Voce narrante | Wakako Ikeda Mariko Taki | Ruggero Dondi     |

## Sigle
Sigla iniziale giapponese
- "Pepero no Bōken" (ペペロの冒険?  lett. "Le avventure di Pepero"), testo di Kazuo Umezu, musica di Takeo Yamashita, arrangiamento di Hiroshi Tsutsui, cantata da Mitsuko Horie.

Sigla finale giapponese
- "Kaze yo Tsutaete" (風よつたえて? lett. "Vento, porta il mio messaggio"), testo di Kazuo Umezu, musica di Takeo Yamashita, arrangiamento di Hiroshi Tsutsui, cantata da Mitsuko Horie.

Sigle italiane
- Prime trasmissioni dal 1981: sono state utilizzate le sigle originali giapponesi
- Trasmissioni dal 1983: Vola Bambino, testo di Paola Blandi e Alessandra Valeri Manera, musica di Giuseppe Cantarelli, cantata da Pepero, contenuta nel singolo New Five Time/Vola bambino edito ad inizio 1983 e nell'LP e MC Fivelandia uscito a settembre 1983.
- Nuova edizione TV e DVD del 2017: Pepero, il ragazzo delle Ande, testo e musica di Santo Verduci, musica ed arrangiamenti di Gennaro De Stefano, cantata da Santo Verduci.

## Episodi
| Nº | Titolo italiano ed. TV 1981 - Titolo italiano ed. DVD 2017 Giapponese 「Kanji」 - Rōmaji                                 | In onda          | In onda |
| Nº | Titolo italiano ed. TV 1981 - Titolo italiano ed. DVD 2017 Giapponese 「Kanji」 - Rōmaji                                 | Giapponese       |         |
| 1  | Partenza per El Dorado - L'inizio del viaggio 「エルドラドへの旅立ち」 - erudorado heno tabidachi                        | 6 ottobre 1975   |         |
| 2  | Arrivederci villaggio indiano - Addio al villaggio indios 「さらば インディオの村」 - saraba indio no mura               | 13 ottobre 1975  |         |
| 3  | Il ragazzo del circo - Chu Chu il ragazzo del circo 「サーカスの少年 チュッチュ」 - sākasu no shōnen chucchu             | 20 ottobre 1975  |         |
| 4  | Il lago del diavolo - La traversata del lago maledetto 「魔の湖を越えて」 - ma no mizūmi wo koe te                       | 27 ottobre 1975  |         |
| 5  | Nebbia - Kana nella nebbia 「霧の中のケーナ」 - kiri no nakano kēna                                                      | 3 novembre 1975  |         |
| 6  | Il ponte della vita - Il pericolo della cascata 「命のつり橋」 - inochi notsuri hashi                                    | 10 novembre 1975 |         |
| 7  | Le cime bianche del Condor - La cima del serpente alato 「コンドルのいる白い峰」 - kondoru noiru shiroi mine             | 17 novembre 1975 |         |
| 8  | Ninnananna del puma - La ninna nanna del puma 「ピューマの子守唄」 - pyūma no komoriuta                                  | 24 novembre 1975 |         |
| 9  | Il tempio scomparso - Il santuario di Kepita 「消えたカピタ神殿」 - kie ta kapita shinden                                | 1º dicembre 1975 |         |
| 10 | Il cavallo bianco - Giove il cavallo bianco 「幻の白馬 ジュピター」 - maboroshi no hakuba jupitā                         | 8 dicembre 1975  |         |
| 11 | Il tesoro misterioso - Il tesoro del dio Packmana 「謎のナルーアの宝」 - nazo no narūa no takara                         | 15 dicembre 1975 |         |
| 12 | La canzone del condor dorato - La canzone del condor dorato 「黄金のコンドルの歌」 - ōgon no kondoru no uta              | 22 dicembre 1975 |         |
| 13 | Addio Titikaka - Addio Chichikaka 「さようなら チチカカ」 - sayōnara chichikaka                                          | 29 dicembre 1975 |         |
| 14 | La banda dell'aquila nera - La banda dell'aquila nera 「対決!黒わし団」 - taiketsu! kuro washi dan                       | 5 gennaio 1976   |         |
| 15 | La valle del Lupo - La valle del lupo 「急げペペロ!オオカミ谷へ」 - isoge pepero! ōkami tani he                          | 12 gennaio 1976  |         |
| 16 | L'incontro con l'anaconda - L'incontro con l'anaconda 「人喰い大蛇 アナコンダ」 - hitokui ōrochi anakonda                | 19 gennaio 1976  |         |
| 17 | Il bambino rapito dall'aquila - Il bambino rapito dall'aquila 「ワシにさらわれた赤ちゃん」 - washi nisarawareta akachan  | 26 gennaio 1976  |         |
| 18 | La regina del palazzo di cristallo - La regina del palazzo di cristallo 「水晶の宮殿の女王」 - suishō no kyūden no joō   | 2 febbraio 1976  |         |
| 19 | La capitale del sole - Il tempio del sole 「よみがえれ 太陽の都」 - yomigaere taiyō no miyako                            | 9 febbraio 1976  |         |
| 20 | La sorella di Chutchu - Chu Chu ritrova sua sorella 「チュッチュのお姉さん」 - chucchu no onēsan                         | 16 febbraio 1976 |         |
| 21 | La tribù delle Amazzoni - La tribù delle Amazzoni 「女だけのアマゾン族」 - onna dakeno amazon zoku                       | 23 febbraio 1976 |         |
| 22 | Il tempio d'oro - Il tempio sott'acqua 「湖底の黄金神殿」 - kotei no ōgon shinden                                        | 1º marzo 1976    |         |
| 23 | Il regno sotterraneo - Uno strano regno 「ふしぎな地底王国」 - fushigina chitei ōkoku                                    | 8 marzo 1976     |         |
| 24 | La figlia del capo dei demoni - La figlia del capo 「鬼隊長の娘」 - oni taichō no musume                                 | 15 marzo 1976    |         |
| 25 | El Dorado la città d'oro - La città di Eldorado 「黄金の都 エルドラド」 - ōgon no miyako erudorado                       | 22 marzo 1976    |         |
| 26 | Il tesoro segreto di El Dorado - Il tesoro segreto di Eldorado 「エルドラドの秘密の宝」 - erudorado no himitsu no takara | 29 marzo 1976    |         |